# Municipio de Newport (Pensilvania)
El municipio de Newport  (en inglés: Newport Township) es un municipio ubicado en el condado de Luzerne en el estado estadounidense de Pensilvania. En el año 2000 tenía una población de 5.006 habitantes y una densidad poblacional de 118.2 personas por km².

## Geografía
El municipio de Newport se encuentra ubicado en las coordenadas 41°07′29″N 75°45′04″O / 41.12472, -75.75111.

## Demografía
Según la Oficina del Censo en 2000 los ingresos medios por hogar en la localidad eran de $32,073 y los ingresos medios por familia eran $40,987. Los hombres tenían unos ingresos medios de $28,466 frente a los $22,035 para las mujeres. La renta per cápita para la localidad era de $16,930. Alrededor del 14,0% de la población estaban por debajo del umbral de pobreza.